# خرمال سميك الأزهار
خرمال سميك الأزهار أو ديوسبير سميك الأزهار أو أبنوس الغابون (الاسم العلمي: Diospyros crassiflora) (بالإنجليزية: Gabon ebony)‏ هو نوع من النباتات يتبع جنس الخرمال من الفصيلة الأبنوسية.